# Anacamptis longicornu
Anacamptis morio subsp. longicornu là một loài lan.

## Hình ảnh

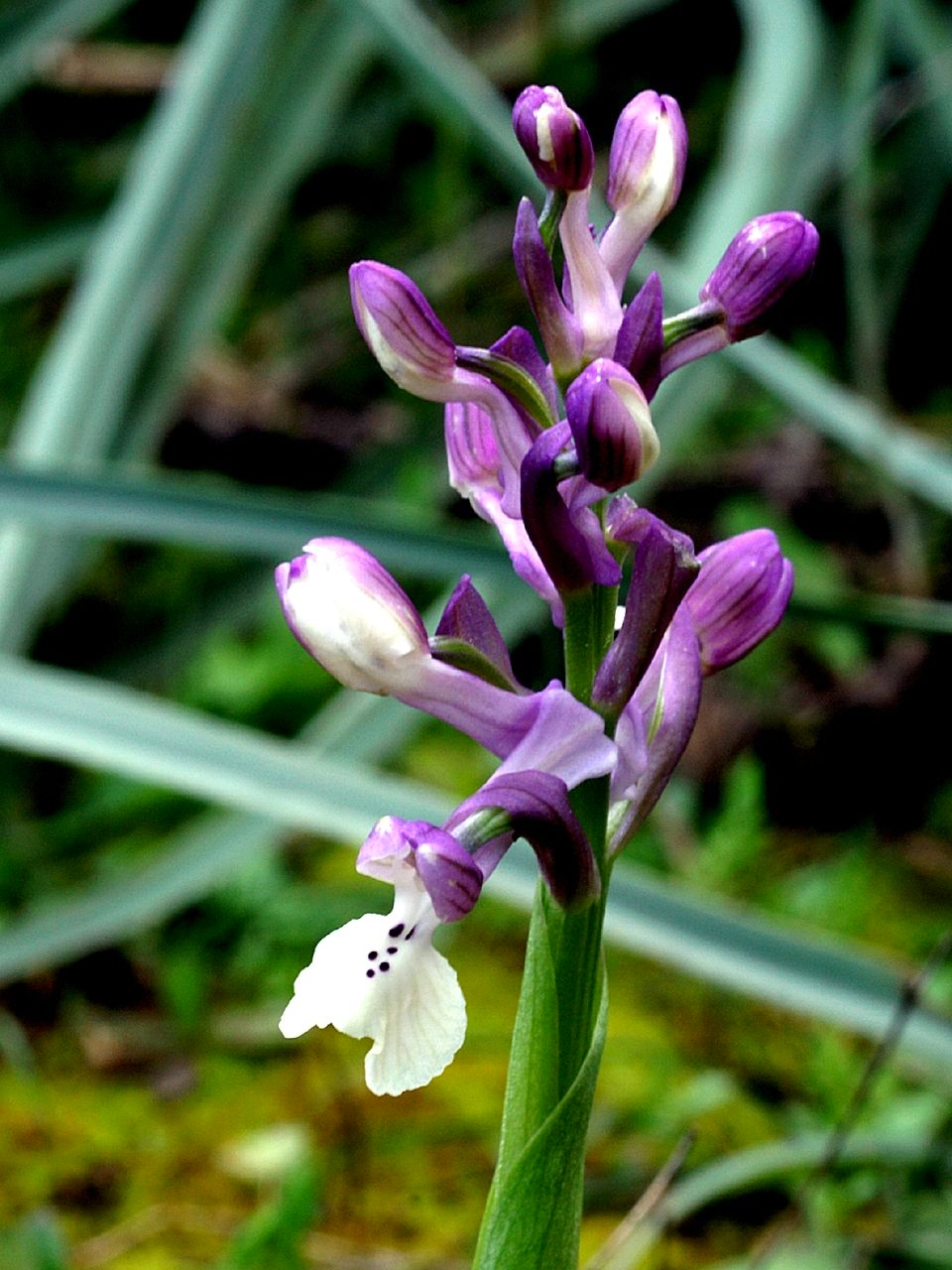
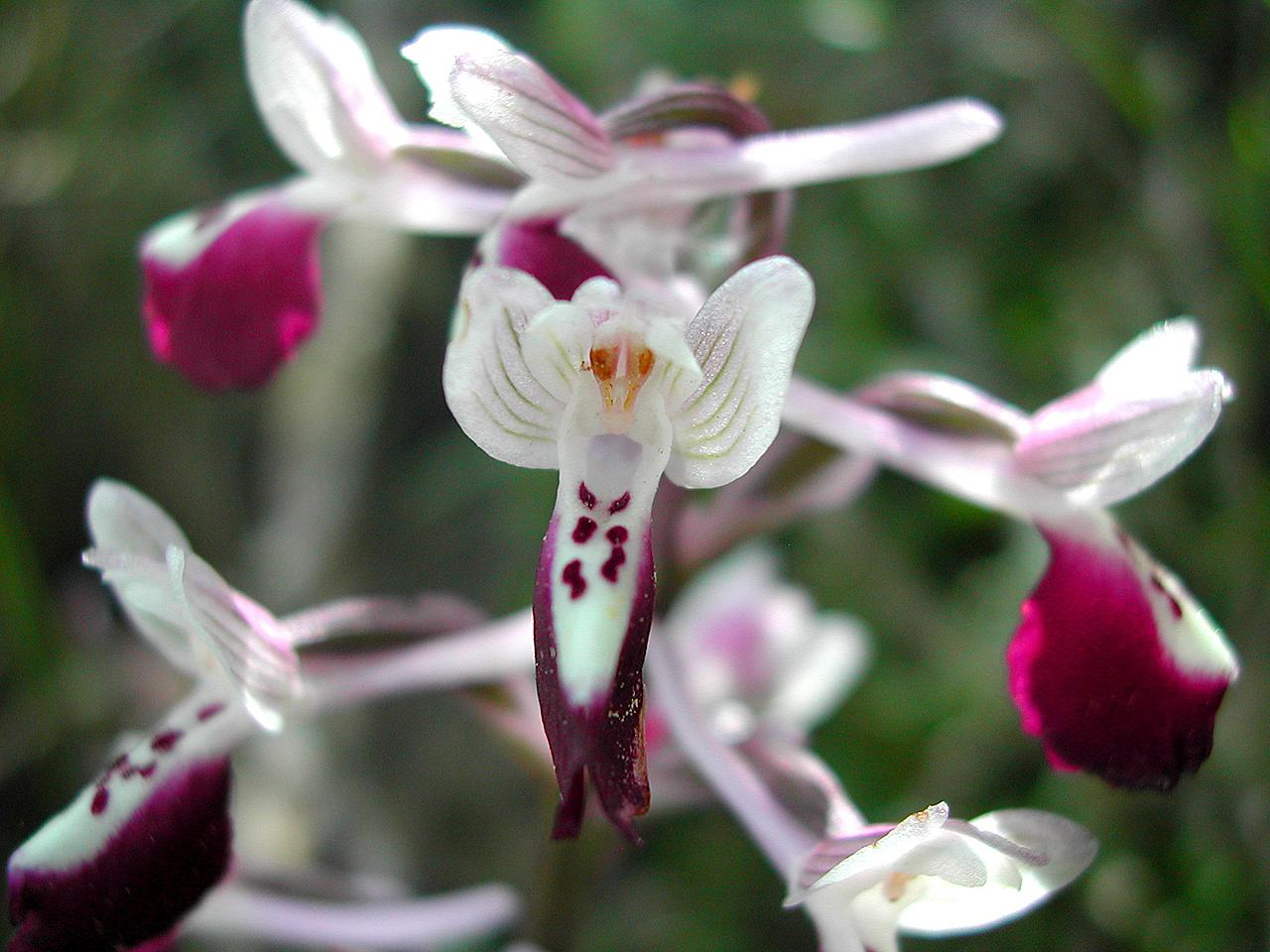
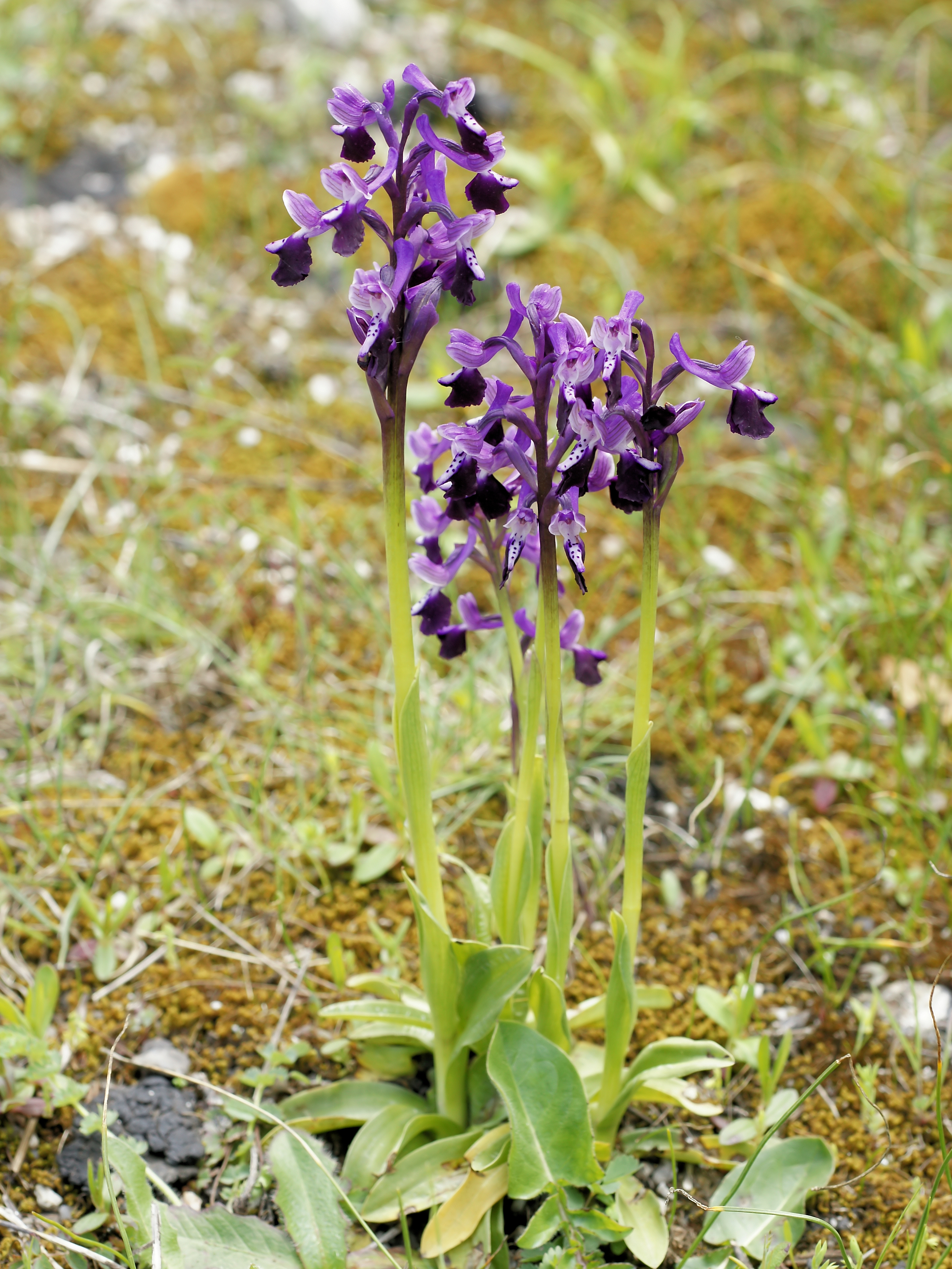
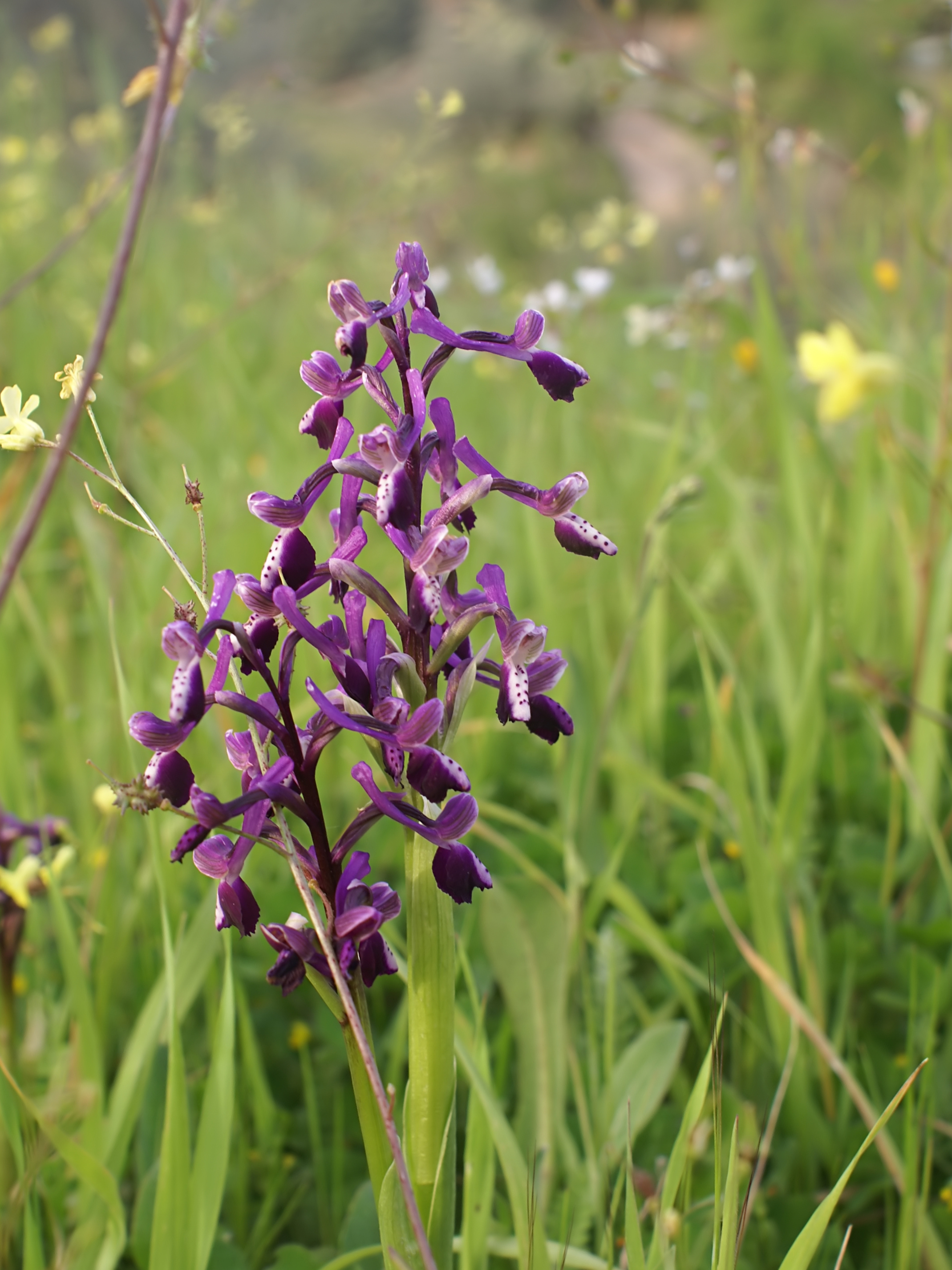